# Диборид рения

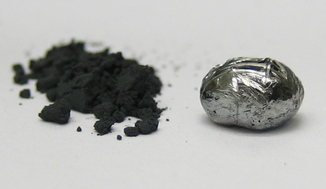
Внешний вид

Дибори́д ре́ния (ReB2) — бинарное химическое соединение бора и рения, синтетическое сверхтвёрдое вещество, по твёрдости по некоторым кристаллографическим плоскостям превосходящее алмаз.

## История исследования
Впервые это соединение (в виде порошка) было синтезировано и изучена его кристаллическая структура (в виде чередующихся слоёв атомов рения и бора), в 1961 г., исследователями из Бруклинского политехнического института.
Но его чрезвычайная твёрдость, сравнимая с твёрдостью алмаза, была открыта учёными из США, опубликовавшими свои результаты в апреле 2007 г.. Некоторые исследователи поставили заявленную твёрдость этого соединения под сомнение.

## Синтез
Синтез этого соединения относительно простой, так как не требует применения сверхвысоких давлений, в отличие, например, от синтеза другого сверхтвёрдого материала — нитрида бора с кристаллической решёткой типа алмаза, что удешевляет процесс, но, с другой стороны, рений — весьма редкий и очень дорогой металл, поэтому выигрыш в цене сравниваемых материалов неясен.
В этом соединении рений обеспечивает очень высокую концентрацию валентных электронов, а бор образует короткие, очень прочные ковалентные связи.
Синтез диборида рения производят, по крайней мере, тремя различными способами:
1. твёрдофазной обменной реакцией;
2. сплавлением порошков рения и бора в электрической дуге;
3. сильным нагревом смеси порошков рения и бора.

В твёрдофазной обменной реакции смесь порошков соединений рения и бора, например, трихлорида рения и диборида магния нагреваются до высокой температуры в вакууме или среде инертного газа (например, аргона). Образующийся в результате реакции побочный продукт — растворимый хлорид магния, затем отмывают от диборида рения растворителем, например, этанолом. Во избежание образования иных боридов рения, снижающих твёрдость (Re7B3 и Re3B), диборид магния берут с избытком.
При плавлении электрической дугой, через смесь пыли рения и бора пропускают ток силой 80 А. Процесс также ведут в инертной атмосфере.
При методе прямого синтеза из элементов, спрессованную смесь порошков, в течение нескольких суток выдерживают при температуре порядка 1300 К. Именно этим способом был впервые синтезирован диборид рения.
Два последних метода пригодны для получения практически чистого от других боридов рения диборида рения, чистота продукта подтверждается рентгеноструктурным анализом.

## Свойства
Твёрдость кристалла диборида рения весьма различна по различным кристаллографическим плоскостям, так как в его кристаллической структуре чередуются слои атомов рения и бора, организованные в гексагональные решётки (см. рис.). По твёрдости, (~22 ГПа, по Виккерсу), заметно уступает алмазу (~70—80 ГПа) и сравним с такими твёрдыми веществами, как карбид вольфрама, диборид титана или диборид циркония.
Твёрдость соединения обусловлена двумя факторами: очень высокой концентрацией валентных электронов (рений обладает одной из самых высоких концентраций валентных электронов среди переходных металлов, 476 нм−3, рекордный по этому параметру среди металлов — осмий — 572 нм−3, среди неметаллов — алмаз — 705 нм−3) и прочностью ковалентных связей Re—B.
Внедрение атомов бора в кристаллическую решётку рения немного (~5 %) увеличивает постоянную кристаллической решётки кристалла рения, так как маленькие атомы бора внедряются в пустоты между атомами рения. Связи в кристалле диборида рения практически ковалентны, так как электроотрицательности этих элементов по шкале Поллинга почти равны (1,9 у рения и 2,04 у бора).